# Astrocaryum gratum
Espèce
Astrocaryum gratum est une espèce de palmiers à feuilles pennées.